# Tàurica

Expansió territorial del regne del Bòsfor

Tàurica o Quersonès Tàuric (grec antic: ἡ Ταυρικὴ Χερσόνησος, llatí: Chersonesus Taurica; grec antic: Ταυρικὴ, llatí: Taurica), de vegades modernament Tàurida, és el nom que donaven els antics a la península de Crimea. Era poblada pels taures, un poble dels cimmeris, que eren veïns dels escites de Sarmàcia, i també per grecs, que habitaven a les colònies de la costa. En conseqüència, era ben coneguda pels grecs ja de temps ben antics (segle vii aC).
Els grecs la comparaven amb el Peloponnès, tant en extensió com en forma. Els antics elogiaven la fertilitat de les seves planes, molt productives en blat especialment a la zona entre Panticapea i Teodòsia, una activitat promoguda pels reis del Bòsfor i particularment per Mitridates Eupàtor (cal tenir en compte que els indígenes de la zona eren pobles seminòmades). Altres arbres i arbusts fruiters no hi fructificaren, però sí que hi era abundant la vinya.
La Tàurica també fou escenari de diversos mites, com ara el d'Ifigenia, que, segons moltes de versions, Àrtemis la salvà del sacrifici i la portà en aquesta península. Aquesta és la trama de l'obra d'Eurípides Ifigenia entre els taures, represa en l'òpera Ifigenia in Tauride, de Tommaso Traetta, i en l'obra Ifigènia a Tàurida de Goethe, traduïda al català per Joan Maragall.
A l'època arcaica, els pobladors originaris de la Tàurica eren els escites o sàrmates i els taures, que Heròdot insisteix molt a assenyalar que eren pobles totalment diferents. Els primers, que habitaven totes les estepes de Sarmàcia, al nord de l'istme, també habitaven a la zona nord de la península, que és igualment plana. Els taures, per la seva banda, que donaven nom a la península, habitaven a les muntanyes del Taure, al sud de la península.
Els grecs s'hi van establir i hi van fundar colònies a partir del segle vii aC. Els primers a explorar les seves costes i comerciar amb els seus pobladors foren els milesis, que fundaren la major part de colònies de la Tàurica, com Panticapea i Teodòsia, i posteriorment (segle v aC) també els megaresos d'Heraclea Pòntica, que fundaren com Quersonès i Cercinites. Els samis també hi varen tenir una colònia, Nimfèon, fundada el segle vi aC i tenguda pels atenesos durant la Guerra del Peloponnès, que Giló, l'avi matern de Demòstenes, va cedir al regne del Bòsfor. Entre les colònies milèsies, a més de Panticapea i Teodòsia (segle vi aC), hi havia Tiritace i Mirmeci, també del segle vi aC; Partènion i Cimmèricon, del segle v aC; i Calos Limen, del segle iv aC. Altres poblacions de la Tàurica foren Iluraton i Lampas. Per la seva banda, Neàpolis de Crimea (segle iii aC) fou una ciutat dels escites i capital del regne d'Escítia Menor.
A partir de totes aquestes colònies gregues es va formar el regne del Bòsfor, a banda i banda del Bòsfor Cimmeri, i amb capital a Panticapea. El regne del Bòsfor es va desenvolupar al llarg dels segles següents com a estat hel·lenístic, amb una població mesclada de grecs i indígenes amb la llengua i la cultura gregues com a ensenyes. El segle i aC caigué sota els dominis de Mitridates VI del Pont, que l'annexà al regne del Pont, però recobrà ràpidament la independència com a estat client de l'Imperi Romà, i els segles i i ii dC la Crimea romana visqué una segona època d'esplendor.
Els darrers reis governaven encara al segle iv, quan els huns varen envair el territori, i segons Procopi el segle vi encara hi havia huns que habitaven el territori. Aquests atacs, juntament amb els dels gots, provocaren la caiguda total del regne del Bòsfor: després del rei Rescúporis VI (341), no hi ha més indicis de l'existència de cap estat. Durant aquesta petita edat fosca, la Tàurica es va mantenir culturalment hel·lènica, amb la incorporació d'elements d'altres pobles. A despit del seu esperit nòmada i de les seves posteriors invasions a l'Europa Occidental, la població gòtica s'hi va establir parcialment, a jutjar per la pervivència de la llengua gòtica a Crimea fins al segle xviii.
Més tard, el segle vi, en temps de Justinià I, l'Imperi Romà d'Orient va establir el control sobre el territori, que va recuperar la intensitat dels tractes amb la resta del món grec. Les ciutats costaneres del sud de Crimea romangueren sota domini romà d'Orient fins al segle xv.